# Tai O

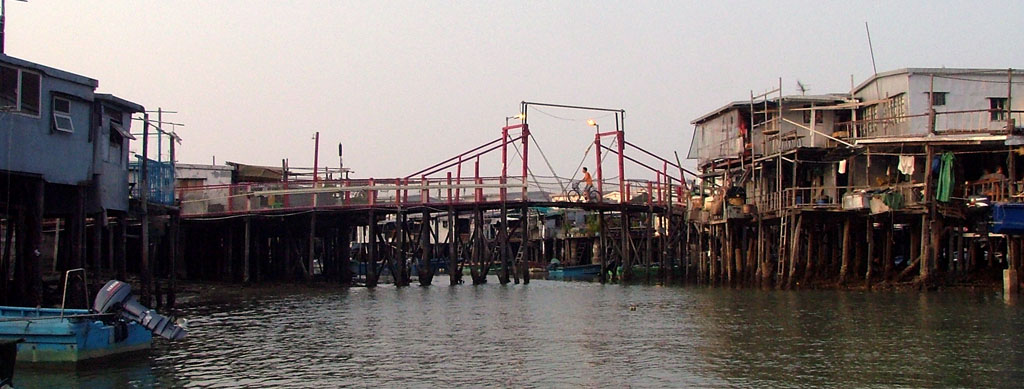
Pont de bois reliant les deux parties de Tai O

Tai O ({Chinois 大澳) est une petite ville de pêcheurs située sur la partie occidentale de l'île de Lantau dans les Nouveaux Territoires de Hong Kong.